# Dúcz László
Dúcz László (1945 – 2009. január 9.) magyar erdész, író, őstörténet-kutató, solymász. Pomáz város díszpolgára volt.

## Művei
- A közöttünk élő turulmadár, Antológia Kiadó, Lakitelek, 1993, ISBN 963-7908-23-4
- A közöttünk élő turulmadár, 2. bővített kiadás, Budapest, 1998, ISBN 963-550-846-8
- Istennek háttal (regény), Magyar Ház, Budapest, 1999, ISBN 963-85901-7-3
- Harmatcseppek (elbeszélések), Rovás Kft., Pomáz, 2001, ISBN 963-04-8511-7
- Csillagfényben(elbeszélések), Pomáz, 2001, ISBN 963-440-322-0
- Istennek háttal, 2. kiadás, Geobook Hungary Kiadó, Szentendre, 2004, ISBN 963-86438-6-2
- A közöttünk élő turulmadár, 4. átdolgozott kiadás, Geobook Hungary Kiadó, Szentendre, 2008, ISBN 978-963-87835-1-6

## Emléke
- Meghalt Dúcz László